# Danh sách bài hát đứng đầu bảng xếp hạng Gaon Digital Chart năm 2013
Bảng xếp hoạt đĩa đơn Gaon của bảng xếp hạng Gaon là bảng xếp hạng các ca khúc xuất sắc nhất Hàn Quốc. Dữ liệu được thu nhập hằng tuần bởi Hiệp hội âm nhạc Hàn Quốc. Nó bao gồm bảng xếp hạng tuần, được mở từ Chủ nhật đến thứ bảy, và bảng xếp hạng hằng tháng.

## Bảng xếp hạng tuần
| Cuối tuần   | Ca khúc                                                             | Nghệ sĩ                                                         | Bán ra  |
| ----------- | ------------------------------------------------------------------- | --------------------------------------------------------------- | ------- |
| 5 tháng 1   | "I Got a Boy"                                                       | Girls' Generation                                               | 319.824 |
| 12 tháng 1  | "Gangbuk Cool Guy (tiếng Hàn Quốc: 강북멋쟁이)"                     | Jung Hyung Don                                                  | 386.986 |
| 19 tháng 1  | "Shower of Tears (tiếng Hàn Quốc: 눈물샤워)"                        | Baechigi đệm bởi Ailee                                          | 336.159 |
| 26 tháng 1  | "Shower of Tears (tiếng Hàn Quốc: 눈물샤워)"                        | Baechigi đệm bởi Ailee                                          | 266.949 |
| 2 tháng 2   | "Tears (tiếng Hàn Quốc: 눈물)"                                      | Leessang đệm bởi Yoojin của The SeeYa                           | 359.130 |
| 9 tháng 2   | "Gone Not Around Any Longer (tiếng Hàn Quốc: 있다 없으니까)"        | Sistar19                                                        | 317.949 |
| 16 tháng 2  | "Gone Not Around Any Longer (tiếng Hàn Quốc: 있다 없으니까)"        | Sistar19                                                        | 187.239 |
| 23 tháng 2  | "Dream Girl"                                                        | Shinee                                                          | 248.244 |
| 2 tháng 3   | "Winter Love"                                                       | The One                                                         | 193.638 |
| 9 tháng 3   | "Turtle (tiếng Hàn Quốc: 거북이)"                                   | Davichi                                                         | 288.006 |
| 16 tháng 3  | "Crescendo"                                                         | Akdong Musician                                                 | 342.381 |
| 23 tháng 3  | "Crescendo"                                                         | Akdong Musician                                                 | 186.701 |
| 30 tháng 3  | "Rose"                                                              | Lee Hi                                                          | 215.413 |
| 6 tháng 4   | "Be Warmed (tiếng Hàn Quốc: 녹는 중)"                               | Davichi đệm bởi Verbal Jint                                     | 341.514 |
| 13 tháng 4  | "Gentleman"                                                         | PSY                                                             | 429.255 |
| 20 tháng 4  | "Gentleman"                                                         | PSY                                                             | 443.517 |
| 27 tháng 4  | "Spring Spring Spring (tiếng Hàn Quốc: 봄봄봄)"                     | Roy Kim                                                         | 432.569 |
| 4 tháng 5   | "Spring Spring Spring (tiếng Hàn Quốc: 봄봄봄)"                     | Roy Kim                                                         | 229.637 |
| 11 tháng 5  | "Miss Korea (tiếng Hàn Quốc: 미스코리아)"                           | Lee Hyori                                                       | 421.775 |
| 18 tháng 5  | "What's Your Name? (tiếng Hàn Quốc: 이름이 뭐에요?)"                | 4Minute                                                         | 146.812 |
| 25 tháng 5  | "Bad Girls"                                                         | Lee Hyori                                                       | 301.764 |
| 1 tháng 6   | "Will You Be Okay? (tiếng Hàn Quốc: 괜찮겠니)"                      | Beast                                                           | 240.232 |
| 8 tháng 6   | "Short Hair (tiếng Hàn Quốc: 짧은머리)"                             | Eunji & Huh Gak                                                 | 245.110 |
| 15 tháng 6  | "Give It to Me"                                                     | Sistar                                                          | 393.672 |
| 22 tháng 6  | "Give It to Me"                                                     | Sistar                                                          | 243.641 |
| 29 tháng 6  | "My Love"                                                           | Lee Seung Chul                                                  | 229.155 |
| 6 tháng 7   | "BAAAM"                                                             | Dynamic Duo đệm bởi Muzie của UV                                | 363.272 |
| 13 tháng 7  | "Falling in Love"                                                   | 2NE1                                                            | 376.823 |
| 20 tháng 7  | "U&I"                                                               | Ailee                                                           | 258.217 |
| 27 tháng 7  | "U&I"                                                               | Ailee                                                           | 155,458 |
| 3 tháng 8   | "Rum Pum Pum Pum (tiếng Hàn Quốc: 첫 사랑니)/"                      | f(x)                                                            | 328.098 |
| 10 tháng 8  | "Story of Someone I Know (tiếng Hàn Quốc: 아는사람 얘기)"           | San E                                                           | 238.746 |
| 17 tháng 8  | "That You’re Mine (tiếng Hàn Quốc: 넌 내꺼라는걸)"                  | Huh Gak đệm bởi Swings                                          | 211.602 |
| 24 tháng 8  | "Attraction (tiếng Hàn Quốc: 갖고놀래)"                             | Bumkey đệm bởi Dynamic Duo                                      | 219.705 |
| 31 tháng 8  | "Touch Love (tiếng Hàn Quốc: 터치 러브)"                            | Yoon Mi Rae (Tasha)                                             | 294.409 |
| 7 tháng 9   | "Who You? (tiếng Hàn Quốc: 니가 뭔데)"                              | G-Dragon                                                        | 347.616 |
| 14 tháng 9  | "Stupid In Love (tiếng Hàn Quốc: 착해 빠졌어)"                      | Soyou & Mad Clown                                               | 257.989 |
| 21 tháng 9  | "Stupid In Love (tiếng Hàn Quốc: 착해 빠졌어)"                      | Soyou & Mad Clown                                               | 195,738 |
| 28 tháng 9  | "Love, At First" (tiếng Hàn Quốc: 처음엔 사랑이란게)                | Busker Busker                                                   | 576.292 |
| 5 tháng 10  | "Love, At First" (tiếng Hàn Quốc: 처음엔 사랑이란게)                | Busker Busker                                                   | 209.242 |
| 12 tháng 10 | "The Red Shoes" (tiếng Hàn Quốc: 분홍신)                            | IU                                                              | 437.461 |
| 19 tháng 10 | "Everybody"                                                         | Shinee                                                          | 198.409 |
| 26 tháng 10 | "You Don't Know Love" (tiếng Hàn Quốc: 촌스럽게 왜 이래)            | K.Will                                                          | 264.070 |
| 2 tháng 11  | "[[Now (There Is No Tomorrow)\|Now (tiếng Hàn Quốc: 내일은 없어)]]" | Trouble Maker                                                   | 338.631 |
| 9 tháng 11  | " I Got C"                                                          | Park Myeong Su & Primary (featuring Gaeko)                      | 480.088 |
| 16 tháng 11 | "The Letter" (tiếng Hàn Quốc: 편지)                                 | Davichi                                                         | 283.394 |
| 23 tháng 11 | "Missing You" (tiếng Hàn Quốc: 그리워해요)                          | 2NE1                                                            | 269.288 |
| 30 tháng 11 | "One Way Love" (tiếng Hàn Quốc: 너 밖에 몰라)                       | Hyolyn                                                          | 233.151 |
| 7 tháng 12  | "Loved You" (tiếng Hàn Quốc: 이별남녀)                              | Seo In Guk & Zia                                                | 267.140 |
| 14 tháng 12 | "Winter Propose" (tiếng Hàn Quốc: 겨울 고백)                        | Sung Si-kyung, Park Hyo-shin, Seo In Guk, VIXX & Yeo Dong-saeng | 245.160 |
| 21 tháng 12 | "Dali, Van, Picasso"                                                | Beenzino                                                        | 190.598 |
| 28 tháng 12 | "Friday" (tiếng Hàn Quốc: 금요일에 만나요)                          | IU                                                              | 212.949 |

## Bảng xếp hạng tháng
| Tháng    | Ca khúc                      | Nghệ sĩ                          | Điểm tổng hợp | Bán ra    |
| -------- | ---------------------------- | -------------------------------- | ------------- | --------- |
| Tháng 1  | "I Got a Boy"                | Girls' Generation                | 97.703.153    | 910.253   |
| Tháng 2  | "Gone Not Around Any Longer" | Sistar19                         | 92.845.777    | 812.050   |
| Tháng 3  | "Turtle"                     | Davichi                          | 72.538.754    | 696.847   |
| Tháng 4  | "Gentleman"                  | PSY                              | 148.900.278   | 1.072.017 |
| Tháng 5  | "What's Your Name?"          | 4Minute                          | 103.669.226   | 685.405   |
| Tháng 6  | "Give It to Me"              | Sistar                           | 101.286.940   | 812.688   |
| Tháng 7  | "BAAAM"                      | Dynamic Duo đệm bởi Muzie của UV | 73.999.504    | 726.183   |
| Tháng 8  | "Story of Someone I Know"    | San E                            | 47.484.093    | 647.432   |
| Tháng 9  | "Touch Love"                 | Yoon Mi Rae (Tasha)              | 50.958.550    | 606.655   |
| Tháng 10 | "The Red Shoes"              | IU                               | 61.972.557    | 785.917   |
| Tháng 11 | "Going To Try"               | Jeong Hyeong-don & G-Dragon      | 55.421.311    | 701.434   |
| Tháng 12 | "Loved You"                  | Seo In Guk & Zia                 | 43.100.774    | 533.936   |

## Liên kết
- Gaon Digital Chart - official website (tiếng Hàn)